# Aviv

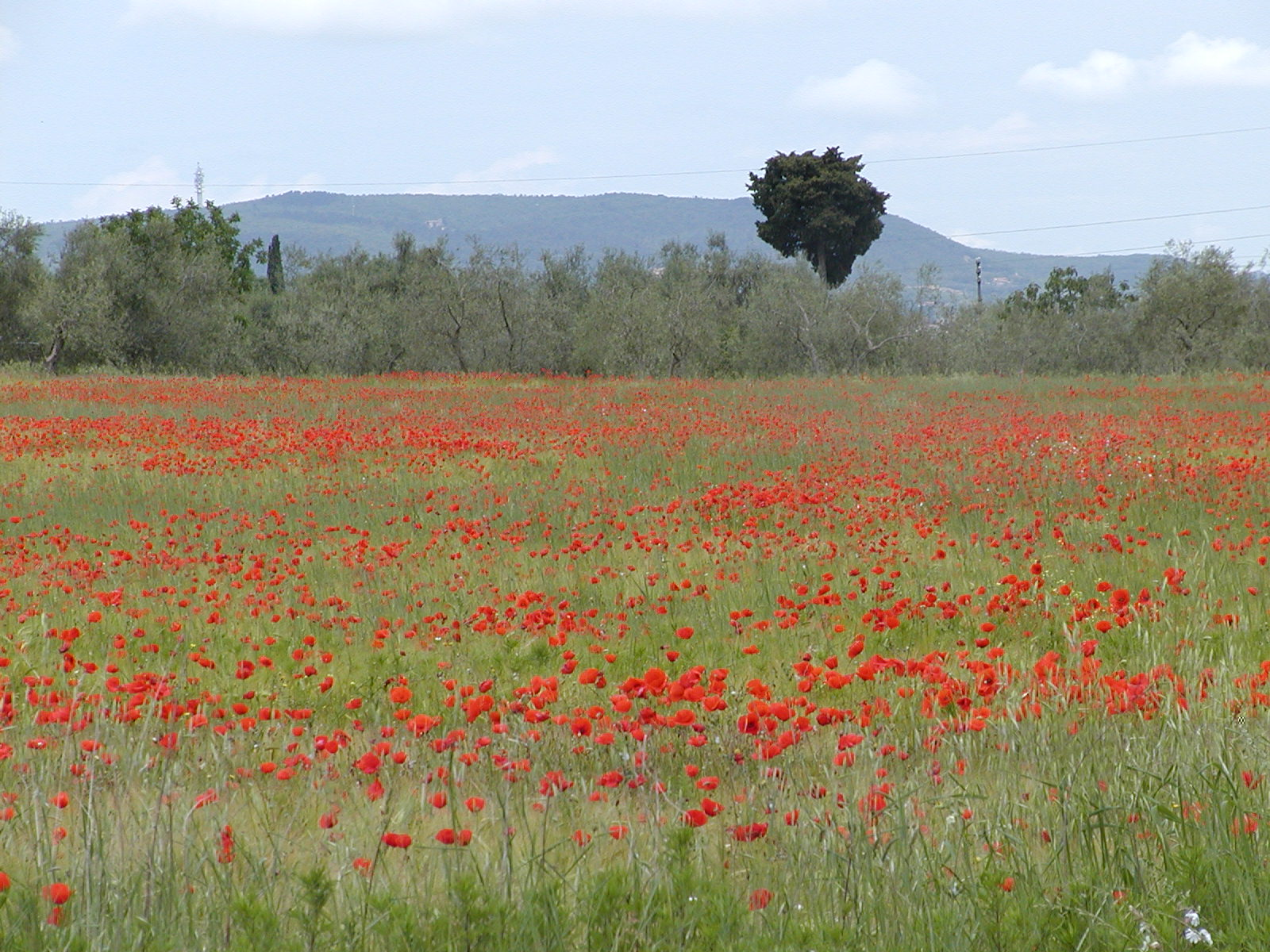
L'Aviv en Toscane, Italie.

L’Aviv (hébreu : חודש האביב Hodesh HaAviv mois de la germination) est la période annuelle de germination de l’orge, correspondant au mois de nissan.
Les Karaïtes, juifs scripturalistes représentant actuellement un courant minoritaire dans le judaïsme, le considèrent comme le premier mois de l'année, à la différence des juifs rabbiniques, qui n'y voient que le nouvel an des rois, et font commencer l'année civile le 1er tishri.

## L'Aviv dans la Bible hébraïque

### L'Aviv dans la Torah
La première mention de l'Aviv se trouve dans Exode 9:31, où durant la plaie de la grêle, l'aviv (l’orge) et le guivol (le lin) furent détruits. Le mois de l'aviv, au cours duquel les enfants d'Israël auraient quitté l'Égypte désignait donc, selon une interprétation karaïte, le moment où l’orge avait atteint sa taille maximale et s'emplissait d'amidon, mais n'avait pas encore séché. Il est souvent fait mention d'« aviv kalouï ba'esh (grains torréfiés au feu) » ou simplement « "Kalouï/ Kali (torréfié). »
La fête des Matzot étant célébrée au mois de l'aviv, la fête de l'Aviv (hébreu: חג האביב, Hag Ha'Aviv) est donc un autre nom de la Pâque, célébrée entre le 15e et le 22e jour de ce mois.
Et à partir du seizième jour de ce mois (selon les rabbanites) ou du premier dimanche suivant le jour du sacrifice pascal (selon les karaïtes), les enfants d'Israël, lorsqu'ils arrivèrent en terre d'Israël, récoltaient un omer d'aviv afin de le présenter au cohen qui le balancerait.

### L'Aviv dans les Livres prophétiques
Outre les mentions d'aviv torréfié, l'Aviv apparaît dans un nom de lieu, le Tell Aviv, où Ezéchiel vient retrouver les exilés habitant près du fleuve Kebar.

### L'Aviv dans les Ketouvim
Outre une autre mention au grain torréfié, on apprend qu'à la suite de la captivité de Babylone on désignait le mois de l'Aviv du nom de son équivalent babylonien, Nissan.

## L'Aviv dans l'hébreu moderne
L'Aviv débutant aux alentours de l'équinoxe du printemps, il en est venu à désigner le printemps en hébreu moderne.
Le Tell Aviv du livre d'Ezéchiel a également inspiré l'appellation de la ville moderne de Tel Aviv par Nahum Sokolow, qui intitula ainsi la traduction hébraïque de l'Altneuland de Theodor Herzl. Nahum Sokolow aurait fait allusion à l'idée de renaissance contenue dans le printemps, et de la signification archéologique de tell (amas de ruines) pour symboliser le passé et l'avenir de la nation juive.

## L'importance de l'Aviv dans le karaïsme
Les karaïtes définissent leur calendrier en fonction de la nouvelle lune et de l'Aviv, c'est-à-dire l'état de maturation du blé. Si celui-ci n'est pas assez mûr au bout de 12 mois, un 13e mois est intercalé.